# Résultats de la primaire présidentielle du Parti républicain américain de 2012
Cet article contient les résultats de la primaire du Parti républicain aux États-Unis, en vue de l'élection présidentielle de 2012.

## Cartes

Primaires Républicaines de 2012, résultats par État
Ron Paul (1)
Newt Gingrich (2)
Mitt Romney (42)
Rick Santorum (11)

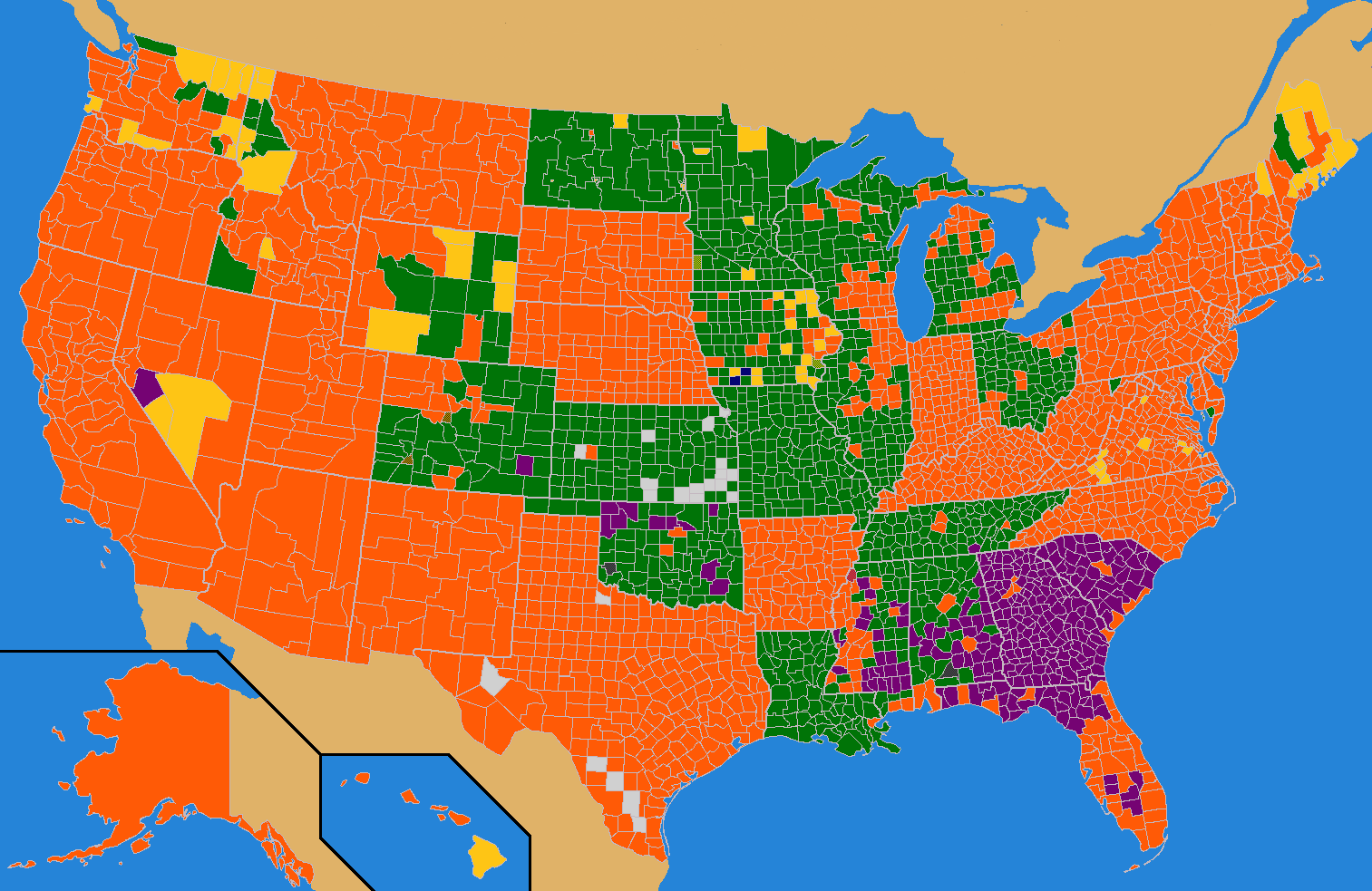
Primaires Républicaines de 2012, résultats par comté
Résultats manquants
Newt Gingrich
Ron Paul
Rick Perry
Mitt Romney
Rick Santorum

| - Ron Paul (1) - Newt Gingrich (2) | - Mitt Romney (42) - Rick Santorum (11) |

| - Résultats manquants - Newt Gingrich | - Ron Paul - Rick Perry | - Mitt Romney - Rick Santorum |

## Résumé
NB : les délégués des États et territoires organisant des caucus et primaires non-contraignants sont attribués dans le cadre de conventions locales ayant lieu ultérieurement.
|                                 |                                                            |            |            |           |            |             |        |         |  |  |
| Délégués assignés Total : 2166  | Délégués assignés Total : 2166                             | 1 355      | (257)      | 153       | (140)      | (3)         | (1)    | 0       |  |  |
| Super-délégués Total : 120      | Super-délégués Total : 120                                 | 54         | (1)        | 1         | (2)        | 0           | 0      | 0       |  |  |
| Total des délégués Total : 2286 | Total des délégués Total : 2286                            | 1 409      | (258)      | 154       | (142)      | (3)         | (1)    | 0       |  |  |
|                                 |                                                            |            |            |           |            |             |        |         |  |  |
| 3 janvier                       | Iowa (caucus non-contraignant) 25 délégués                 | 24,53 %    | 24,56 %    | 21,43 %   | 13,30 %    | 0,61 %      | 4,98 % | 10,33 % |  |  |
| 10 janvier                      | New Hampshire (primaire modifiée) 12 délégués              | 39,28 % 7  | 9,42 %     | 22,89 % 3 | 9,43 %     | 16,89 % (2) | -      | 0,71 %  |  |  |
| 21 janvier                      | Caroline du Sud (primaire ouverte) 25 délégués             | 27,85 % 2  | 16,97 %    | 12,98 %   | 40,43 % 23 | -           | -      | -       |  |  |
| 31 janvier                      | Floride (primaire fermée) 50 délégués                      | 46,40 % 50 | 13,35 %    | 7,02 %    | 31,93 %    | -           | -      | -       |  |  |
| 4 février                       | Nevada (caucus fermé) 28 délégués                          | 50,01 % 14 | 9,94 % 3   | 18,73 % 5 | 21,10 % 6  | -           | -      | -       |  |  |
| 7 février                       | Colorado (caucus non-contraignant) 33 délégués             | 34,85 %    | 40,31 %    | 11,75 %   | 12,79 %    | -           | -      | -       |  |  |
| 7 février                       | Minnesota (caucus non-contraignant) 37 délégués            | 16,85 %    | 44,95 %    | 27,11 %   | 10,80 %    | -           | -      | -       |  |  |
| 7 février                       | Missouri (primaire non-contraignante) Aucun délégué en jeu | 25,34 %    | 55,17 %    | 12,17 %   |            | -           | -      | -       |  |  |
| 11 février                      | Maine (caucus semi-ouvert) 21 délégués                     | 37,97 %    | 18,18 %    | 36,13 %   | 6,48 %     | -           | -      | -       |  |  |
| 28 février                      | Arizona (primaire fermée) 29 délégués                      | 46,94 % 29 | 26,99 % 0  | 8,62 % 0  | 16,02 % 0  | -           | -      | -       |  |  |
| 28 février                      | Michigan (primaire ouverte) 30 délégués                    | 41,07 % 16 | 37,86 % 14 | 11,62 % 0 | 6,53 % 0   | -           | -      | -       |  |  |
| 11-29 février                   | Wyoming (caucus non-contraignant) 29 délégués              | 38,99 % 7  | 31,93 % 3  | 20,83 % 1 | 7,83 %     | -           | -      | -       |  |  |
| 3 mars                          | Washington (caucus non-contraignant) 40 délégués           | 37,65 %    | 23,81 %    | 24,81 %   | 10,28 %    | -           | -      | -       |  |  |
| 6 mars (Super Mardi)            | Alaska (caucus fermés) 24 délégués                         | 32,41 % 8  | 29,19 % 7  | 24,03 % 6 | 14,10 % 3  | -           | -      | -       |  |  |
| 6 mars (Super Mardi)            | Géorgie (primaire modifiée) 76 délégués                    | 25,91 % 21 | 19,55 % 3  | 6,55 % 0  | 47,20 % 52 | -           | -      | -       |  |  |
| 6 mars (Super Mardi)            | Idaho (caucus contraignant) 32 délégués                    | 61,60 % 32 | 18,16 % 0  | 18,11 % 0 | 2,10 % 0   | -           | -      | -       |  |  |
| 6 mars (Super Mardi)            | Massachusetts (primaire modifiée) 41 délégués              | 72,15 % 38 | 12,04 % 0  | 9,54 % 0  | 4,62 % 0   | -           | -      | -       |  |  |
| 6 mars (Super Mardi)            | Dakota du Nord (caucus contraignant) 28 délégués           | 23,71 %    | 39,74 %    | 28,07 %   | 8,48 %     | -           | -      | -       |  |  |
| 6 mars (Super Mardi)            | Ohio (primaire modifiée) 66 délégués                       | 37,94 % 38 | 37,08 % 21 | 9,24 % 0  | 14,59 % 0  | -           | -      | -       |  |  |
| 6 mars (Super Mardi)            | Oklahoma (primaire fermée) 43 délégués                     | 28,04 % 13 | 33,80 % 14 | 9,63 % 0  | 27,48 % 13 | -           | -      | -       |  |  |
| 6 mars (Super Mardi)            | Tennessee (primaire ouverte) 58 délégués                   | 28,07 % 16 | 37,15 % 29 | 9,03 % 0  | 23,93 % 10 | -           | -      | -       |  |  |
| 6 mars (Super Mardi)            | Vermont (primaire ouverte) 17 délégués                     | 39,53 % 9  | 23,54 % 4  | 25,35 % 4 | 8,15 % 0   | -           | -      | -       |  |  |
| 6 mars (Super Mardi)            | Virginie (primaire ouverte) 49 délégués                    | 59,52 % 43 |            | 40,48 % 3 |            | -           | -      | -       |  |  |
| 10 mars                         | Kansas (caucus contraignants) 40 délégués                  | 20,93 % 7  | 51,21 % 33 | 12,62 % 0 | 14,40 % 0  | -           | -      | -       |  |  |
| 10 mars                         | Îles Mariannes du Nord (caucus conventionnels) 9 délégués  | 87,26 % 9  | 6,25 % 0   | 3,30 % 0  | 3,18 % 0   | -           | -      | -       |  |  |
| 10 mars                         | Îles Vierges (caucus conventionnels) 9 délégués            | 26,30 % 7  | 5,99 % 0   | 29,17 % 1 | 4,69 % 0   | -           | -      | -       |  |  |
| 10 mars                         | Guam (caucus conventionnels) 9 délégués                    | 100,00 % 9 | 00,00 % 0  | 00,00 % 0 | 00,00 % 0  | -           | -      | -       |  |  |
| 13 mars                         | Alabama (primaire) 50 délégués                             | 29,04 % 10 | 34,53 % 17 | 4,96 % 0  | 29,26 % 12 | -           | -      | -       |  |  |
| 13 mars                         | Hawaï (caucus contraignants) 20 délégués                   | 45,38 % 9  | 25,30 % 5  | 18,28 % 3 | 11,04 % 0  | -           | -      | -       |  |  |
| 13 mars                         | Mississippi (primaire) 40 délégués                         | 30,33 % 13 | 32,89 % 13 | 4,41 % 0  | 31,30 % 12 | -           | -      | -       |  |  |
| 13 mars                         | Samoa américaines (caucus conventionnels) 9 délégués       | NC 9       | NC 0       | NC 0      | NC 0       | -           | -      | -       |  |  |
| 18 mars                         | Porto Rico (primaire) 23 délégués                          | 82,61 % 23 | 8,21 %     | 1,24 %    | 2,10 %     | -           | -      | -       |  |  |
| 20 mars                         | Illinois (primaire) 69 délégués                            | 46,68 % 44 | 35,04 % 12 | 9,32 %    | 7,96 %     | -           | -      | -       |  |  |
| 24 mars                         | Louisiane (primaire) 20 délégués                           | 26,69 % 7  | 48,99 % 13 | 6,15 % 0  | 15,91 % 0  | -           | -      | -       |  |  |
| 3 avril                         | Maryland (primaire) 37 délégués                            | 49,18 % 37 | 28,88 % 0  | 9,50 % 0  | 10,92 % 0  | -           | -      | -       |  |  |
| 3 avril                         | Washington (district de Columbia) (primaire) 19 délégués   | 70,22 % 17 |            | 12,03 % 0 | 10,73 % 0  | 7,02 %      | -      | -       |  |  |
| 3 avril                         | Wisconsin (primaire) 42 délégués                           | 44,10 % 30 | 36,89 % 9  | 11,19 % 0 | 5,85 % 0   | -           | -      | -       |  |  |
| 24 avril                        | Connecticut (primaire) 28 délégués                         | 67,43 % 26 | 6,86 %     | 13,47 % 0 | 10,26 % 0  | -           | -      | -       |  |  |
| 24 avril                        | Delaware (primaire) 17 délégués                            | 56,46 % 17 | 5,91 %     | 10,56 % 0 | 27,06 % 0  | -           | -      | -       |  |  |
| 24 avril                        | New York (primaire) 95 délégués                            | 62,44 % 94 | 8,96 %     | 15,67 % 0 | 12,92 % 0  | -           | -      | -       |  |  |
| 24 avril                        | Pennsylvanie (primaire) 72 délégués                        | 57,98 %    | 18,37 %    | 13,17 %   | 10,48 %    | -           | -      | -       |  |  |
| 24 avril                        | Rhode Island (primaire) 19 délégués                        | 63,03 % 15 | 5,67 %     | 23,85 % 4 | 6,02 % 0   | -           | -      | -       |  |  |

| Candidat arrivé en tête |  | Candidat arrivé deuxième |  | Candidat arrivé troisième |  | Candidat n'ayant pas rempli les conditions requises pour apparaître sur le bulletin de vote |

Notes :
Michele Bachmann a déclaré forfait le 4 janvier, et n'a donné aucune consigne de vote.
Jon Huntsman a déclaré forfait le 16 janvier, et s'est rallié à Mitt Romney.
Rick Perry a déclaré forfait le 19 janvier, et s'est rallié à Newt Gingrich.
Rick Santorum a déclaré forfait le 10 avril.
Newt Gingrich a déclaré forfait le 2 mai.
Ron Paul a déclaré forfait le 14 mai.

## Résultats par États

### Iowa(3 janvier)
- Caucus non contraignant
- Délégués nationaux : 28, dont 3 super-délégués, 12 délégués de districts et 13 délégués attribués au niveau global
- Attribution des délégués le 16 juin dans le cadre d'une convention d’État et de caucus de districts

| Caucus républicain de l'Iowa, 2012, | Caucus républicain de l'Iowa, 2012, | Caucus républicain de l'Iowa, 2012, | Caucus républicain de l'Iowa, 2012, |
| Candidat                            | Votes                               | %                                   | Délégués nationaux (projections)    |
| ----------------------------------- | ----------------------------------- | ----------------------------------- | ----------------------------------- |
| Rick Santorum                       | 29 839                              | 24,56                               | 6 - 13                              |
| Mitt Romney                         | 29 805                              | 24,53                               | 6 - 12                              |
| Ron Paul                            | 26 036                              | 21,43                               | 0 - 6                               |
| Newt Gingrich                       | 16 163                              | 13,30                               | 0 - 4                               |
| Rick Perry                          | 12 557                              | 10,33                               | (0 - 3)                             |
| Michele Bachmann                    | 6 046                               | 4,98                                |                                     |
| Jon Huntsman                        | 739                                 | 0,61                                |                                     |
| Autres                              | 169                                 | 0,14                                |                                     |
| Blanc                               | 147                                 | 0,12                                | -                                   |
| Total                               | 121 501                             | 100,00                              | 25                                  |

Michele Bachmann a annoncé son retrait de la primaire peu de temps après la publication des résultats du Caucus de l'Iowa.

### New Hampshire(10 janvier)
- Primaire semi-fermée
- Délégués nationaux : 12
- Attribution directe des délégués à la représentation proportionnelle

| Primaire républicaine du New Hampshire, 2012 | Primaire républicaine du New Hampshire, 2012 | Primaire républicaine du New Hampshire, 2012 | Primaire républicaine du New Hampshire, 2012 |
| Candidat                                     | Votes                                        | %                                            | Délégués nationaux                           |
| -------------------------------------------- | -------------------------------------------- | -------------------------------------------- | -------------------------------------------- |
| Mitt Romney                                  | 97 591                                       | 39,28                                        | 7                                            |
| Ron Paul                                     | 56 872                                       | 22,89                                        | 3                                            |
| Jon Huntsman                                 | 41 964                                       | 16,89                                        | (2)                                          |
| Newt Gingrich                                | 23 421                                       | 9,43                                         |                                              |
| Rick Santorum                                | 23 405                                       | 9,42                                         |                                              |
| Rick Perry                                   | 1 764                                        | 0,71                                         |                                              |
| Buddy Roemer                                 | 950                                          | 0,38                                         |                                              |
| Michele Bachmann                             | 350                                          | 0,14                                         |                                              |
| Autres                                       | 2 328                                        | 0,95                                         |                                              |
| Blanc                                        | 1 044                                        | 0,42                                         | -                                            |
| Total                                        | 248 448                                      | 100,00                                       | 12                                           |

Jon Huntsman et Rick Perry se retirent dans les jours qui suivent le résultat de la primaire du New Hampshire.

### Caroline du Sud(21 janvier)
- Primaire ouverte
- Délégués nationaux : 25, dont 14 délégués de districts et 11 délégués attribués au niveau global
- L'intégralité des délégués sont directement attribués au candidat ayant obtenu le plus de voix, cette règle s'appliquant aussi bien au niveau global qu'au niveau de chaque district

| Primaire républicaine de Caroline du sud, 2012 | Primaire républicaine de Caroline du sud, 2012 | Primaire républicaine de Caroline du sud, 2012 | Primaire républicaine de Caroline du sud, 2012 |
| Candidat                                       | Votes                                          | %                                              | Délégués nationaux                             |
| ---------------------------------------------- | ---------------------------------------------- | ---------------------------------------------- | ---------------------------------------------- |
| Newt Gingrich                                  | 243 153                                        | 40,45                                          | 23                                             |
| Mitt Romney                                    | 167 280                                        | 27,83                                          | 2                                              |
| Rick Santorum                                  | 102 057                                        | 16,98                                          |                                                |
| Ron Paul                                       | 77 993                                         | 12,97                                          |                                                |
| Herman Cain                                    | 6 324                                          | 1,05                                           |                                                |
| Rick Perry                                     | 2 491                                          | 0,41                                           |                                                |
| Jon Huntsman                                   | 1 161                                          | 0,19                                           |                                                |
| Michele Bachmann                               | 494                                            | 0,08                                           |                                                |
| Gary Johnson                                   | 213                                            | 0,04                                           |                                                |
| Autres                                         |                                                |                                                |                                                |
| Blanc                                          |                                                |                                                | -                                              |
| Total                                          | 601 166                                        | 100,00                                         | 25                                             |

### Floride(31 janvier)
- Primaire fermée
- Délégués nationaux : 50
- L'ensemble des délégués est attribué au candidat ayant rassemblé le plus de voix au niveau global

| Primaire républicaine de Floride, 2012 | Primaire républicaine de Floride, 2012 | Primaire républicaine de Floride, 2012 | Primaire républicaine de Floride, 2012 |
| Candidat                               | Votes                                  | %                                      | Délégués nationaux                     |
| -------------------------------------- | -------------------------------------- | -------------------------------------- | -------------------------------------- |
| Mitt Romney                            | 774 023                                | 46,42                                  | 50                                     |
| Newt Gingrich                          | 533 097                                | 31,93                                  |                                        |
| Rick Santorum                          | 222 790                                | 13,34                                  |                                        |
| Ron Paul                               | 117 101                                | 7,01                                   |                                        |
| Rick Perry                             | 6 768                                  | 0,41                                   |                                        |
| Jon Huntsman                           | 6 199                                  | 0,37                                   |                                        |
| Michele Bachmann                       | 3 962                                  | 0,24                                   |                                        |
| Herman Cain                            | 3 494                                  | 0,21                                   |                                        |
| Gary Johnson                           | 1 196                                  | 0,07                                   |                                        |
| Autres                                 |                                        |                                        |                                        |
| Blanc                                  |                                        |                                        | -                                      |
| Total                                  | 1 669 630                              | 100,00                                 | 50                                     |

### Nevada(4 février)
- Caucus fermé
- Délégués nationaux : 28, dont 3 super-délégués et 25 délégués attribués au niveau global
- Attribution directe de tous les délégués à la représentation proportionnelle

| Caucus républicain du Nevada, 2012 | Caucus républicain du Nevada, 2012 | Caucus républicain du Nevada, 2012 | Caucus républicain du Nevada, 2012 |
| Candidat                           | Votes                              | %                                  | Délégués nationaux                 |
| ---------------------------------- | ---------------------------------- | ---------------------------------- | ---------------------------------- |
| Mitt Romney                        | 16 486                             | 50,02                              | 14                                 |
| Newt Gingrich                      | 6 956                              | 21,10                              | 6                                  |
| Ron Paul                           | 6 175                              | 18,73                              | 5                                  |
| Rick Santorum                      | 3 277                              | 9,94                               | 3                                  |
| Blanc                              | 67                                 | 0,20                               | -                                  |
| Total                              | 32 961                             | 100,00                             | 28                                 |

### Colorado(7 février)
- Caucus non-contraignant
- Délégués nationaux : 33, dont 3 super-délégués, 12 délégués attribués au niveau global et 21 délégués de districts
- Attribution de 12 délégués lors d'une convention d'État le 14 avril, et de 21 autres délégués du 29 mars au 13 avril dans le cadre de conventions de districts. Les super-délégués sont libres de déterminer eux-mêmes leur choix.

| Caucus républicain du Colorado, 2012 | Caucus républicain du Colorado, 2012 | Caucus républicain du Colorado, 2012 | Caucus républicain du Colorado, 2012 |
| Candidat                             | Votes                                | %                                    | Délégués nationaux                   |
| ------------------------------------ | ------------------------------------ | ------------------------------------ | ------------------------------------ |
| Rick Santorum                        | 26 372                               | 40,24                                | 13                                   |
| Mitt Romney                          | 22 875                               | 34,91                                | 12                                   |
| Newt Gingrich                        | 8 394                                | 12,81                                | 4                                    |
| Ron Paul                             | 7 713                                | 11,77                                | 4                                    |
| Rick Perry                           | 52                                   | 0,08                                 |                                      |
| Jon Huntsman                         | 46                                   | 0,07                                 |                                      |
| Michele Bachmann                     | 27                                   | 0,04                                 |                                      |
| Autres                               | 56                                   | 0,09                                 |                                      |
| Blanc                                |                                      |                                      | -                                    |
| Total                                | 65 535                               | 100,00                               | 33                                   |

### Minnesota(7 février)
- Caucus non-contraignant
- Délégués nationaux : 40, dont 3 super-délégués, 13 délégués attribués au niveau global et 24 délégués de districts
- Attribution de 13 délégués lors d'une convention d'État les 4 et 5 mai, et de 24 autres délégués du 14 au 21 mars dans le cadre de conventions de districts. Les super-délégués sont libres de déterminer eux-mêmes leur choix.

| Caucus républicain du Minnesota, 2012 | Caucus républicain du Minnesota, 2012 | Caucus républicain du Minnesota, 2012 | Caucus républicain du Minnesota, 2012 |
| Candidat                              | Votes                                 | %                                     | Délégués nationaux                    |
| ------------------------------------- | ------------------------------------- | ------------------------------------- | ------------------------------------- |
| Rick Santorum                         | 21 932                                | 44,95                                 | 17                                    |
| Ron Paul                              | 13 228                                | 27,11                                 | 10                                    |
| Mitt Romney                           | 8 222                                 | 16,85                                 | 6                                     |
| Newt Gingrich                         | 5 272                                 | 10,80                                 | 4                                     |
| Autres                                | 141                                   | 0,29                                  |                                       |
| Total                                 | 48 795                                | 100,00                                | 37                                    |

### Missouri(7 février)
- Primaire non-contraignante
- Les délégués sont désignés lors du caucus du 17 mars

| Primaire républicaine du Missouri, 2012 | Primaire républicaine du Missouri, 2012 | Primaire républicaine du Missouri, 2012 | Primaire républicaine du Missouri, 2012 |
| Candidat                                | Votes                                   | %                                       |                                         |
| --------------------------------------- | --------------------------------------- | --------------------------------------- | --------------------------------------- |
| Rick Santorum                           | 138 957                                 | 55,17                                   |                                         |
| Mitt Romney                             | 63 826                                  | 25,34                                   |                                         |
| Ron Paul                                | 30 641                                  | 12,17                                   |                                         |
| Sans nom                                | 9 859                                   | 3,91                                    |                                         |
| Rick Perry                              | 2 463                                   | 0,98                                    |                                         |
| Herman Cain                             | 2 314                                   | 0,92                                    |                                         |
| Michele Bachmann                        | 1 690                                   | 0,67                                    |                                         |
| Jon Huntsman                            | 1 045                                   | 0,41                                    |                                         |
| Autres                                  | 1 073                                   | 0,43                                    |                                         |
| Blanc                                   |                                         |                                         |                                         |
| Total                                   | 251 868                                 | 100,00                                  |                                         |

### Maine(4-11 février)
- Caucus non-contraignant
- Délégués nationaux : 24, dont 3 super-délégués, 6 délégués de districts et 15 délégués attribués au niveau global
- Tous les délégués seront attribués dans le cadre d'une convention d'État et de caucus de districts les 5 et 6 mars

| Caucus républicain du Maine, 2012 | Caucus républicain du Maine, 2012 | Caucus républicain du Maine, 2012 | Caucus républicain du Maine, 2012 |
| Candidat                          | Votes                             | %                                 | Délégués nationaux                |
| --------------------------------- | --------------------------------- | --------------------------------- | --------------------------------- |
| Mitt Romney                       | 2 269                             | 39,03                             | 8                                 |
| Ron Paul                          | 2 030                             | 34,92                             | 7                                 |
| Rick Santorum                     | 1 052                             | 18,09                             | 4                                 |
| Newt Gingrich                     | 391                               | 6,73                              | 2                                 |
| Autres                            | 72                                | 1,23                              |                                   |
| Total                             | 5 814                             | 100,00                            | 21                                |

### Arizona(28 février)
- Primaire fermée
- Délégués nationaux : 29
- Les délégués sont tous attribués au candidat ayant obtenu le plus de voix au niveau global

| Primaire républicaine de l'Arizona, 2012 | Primaire républicaine de l'Arizona, 2012 | Primaire républicaine de l'Arizona, 2012 | Primaire républicaine de l'Arizona, 2012 |
| Candidat                                 | Votes                                    | %                                        | Délégués nationaux                       |
| ---------------------------------------- | ---------------------------------------- | ---------------------------------------- | ---------------------------------------- |
| Mitt Romney                              | 216 782                                  | 47,27                                    | 29                                       |
| Rick Santorum                            | 122 062                                  | 26,62                                    |                                          |
| Newt Gingrich                            | 74 107                                   | 16,16                                    |                                          |
| Ron Paul                                 | 38 743                                   | 8,45                                     |                                          |
| Autres                                   | 6 862                                    | 1,50                                     |                                          |
| Blanc                                    |                                          |                                          | -                                        |
| Total                                    | 458 556                                  | 100,00                                   | 29                                       |

### Michigan(28 février)
- Primaire ouverte
- Délégués nationaux : 30, dont 2 délégués attribués au niveau global et 28 délégués de districts
- Dans les districts, les délégués vont tous au candidat ayant obtenu le plus de voix

| Primaire républicaine du Michigan, 2012 | Primaire républicaine du Michigan, 2012 | Primaire républicaine du Michigan, 2012 | Primaire républicaine du Michigan, 2012 |
| Candidat                                | Votes                                   | %                                       | Délégués nationaux                      |
| --------------------------------------- | --------------------------------------- | --------------------------------------- | --------------------------------------- |
| Mitt Romney                             | 409 120                                 | 41,07                                   | 16                                      |
| Rick Santorum                           | 377 144                                 | 37,86                                   | 14                                      |
| Ron Paul                                | 115 778                                 | 11,62                                   |                                         |
| Newt Gingrich                           | 65 002                                  | 6,53                                    |                                         |
| Sans nom                                | 18 843                                  | 1,89                                    |                                         |
| Rick Perry                              | 1 906                                   | 0,19                                    |                                         |
| Buddy Roemer                            | 1 874                                   | 0,19                                    |                                         |
| Michele Bachmann                        | 1 766                                   | 0,18                                    |                                         |
| Jon Huntsman                            | 1 712                                   | 0,17                                    |                                         |
| Herman Cain                             | 1 237                                   | 0,12                                    |                                         |
| Fred Karger                             | 1 225                                   | 0,12                                    |                                         |
| Gary Johnson                            | 519                                     | 0,05                                    |                                         |
| Total                                   | 996 126                                 | 100,00                                  | 30                                      |

### Washington(3 mars)
- Caucus non-contraignants
- Délégués nationaux : 43, dont 3 super-délégués, dont 10 délégués attribués au niveau global et 30 délégués de districts
- 40 délégués sont attribués dans le cadre d'une convention d'État et de caucus de districts organisés du 30 mai au 2 juin. Les 3 super-délégués sont libres de déterminer leur choix

| Caucus républicain de Washington, 2012 | Caucus républicain de Washington, 2012 | Caucus républicain de Washington, 2012 | Caucus républicain de Washington, 2012 |
| Candidat                               | Votes                                  | %                                      | Délégués nationaux                     |
| -------------------------------------- | -------------------------------------- | -------------------------------------- | -------------------------------------- |
| Mitt Romney                            | 19 111                                 | 37,65                                  | 16                                     |
| Ron Paul                               | 12 594                                 | 24,81                                  | 10                                     |
| Rick Santorum                          | 12 089                                 | 23,81                                  | 10                                     |
| Newt Gingrich                          | 5 221                                  | 10,28                                  | 6                                      |
| Autres                                 | 1749                                   | 3,44                                   |                                        |
| Total                                  | 50 764                                 | 100,00                                 | 40                                     |

### Géorgie(6 mars)
- Primaire ouverte
- Délégués nationaux : 76, dont 3 super-délégués, 31 délégués attribués au niveau global, et 42 délégués de districts
- Les délégués sont attribués directement via un système mixte très complexe :
  - Les 3 super-délégués sont attribués au candidat ayant obtenu le plus de voix au niveau global ;
  - 31 délégués sont répartis à la représentation proportionnelle, au niveau global, entre tous les candidats ayant obtenu au moins 20 % des suffrages exprimés ;
  - Les 42 délégués restants sont attribués par districts, à raison de trois délégués par district. Dans chaque district, la répartition s'opère comme suit : si un candidat obtient la majorité absolue des suffrages exprimés, il remporte les trois délégués. Dans le cas contraire, le candidat arrivé en tête reçoit deux délégués, et le candidat arrivé second un délégué.

| Primaire républicaine de Géorgie, 2012 | Primaire républicaine de Géorgie, 2012 | Primaire républicaine de Géorgie, 2012 | Primaire républicaine de Géorgie, 2012 |
| Candidat                               | Votes                                  | %                                      | Délégués nationaux                     |
| -------------------------------------- | -------------------------------------- | -------------------------------------- | -------------------------------------- |
| Newt Gingrich                          | 417 362                                | 47,44                                  |                                        |
| Mitt Romney                            | 225 925                                | 25,68                                  |                                        |
| Rick Santorum                          | 172 471                                | 19,60                                  |                                        |
| Ron Paul                               | 57 126                                 | 6,49                                   |                                        |
| Jon Huntsman                           | 1 722                                  | 0,20                                   |                                        |
| Michele Bachmann                       | 1 685                                  | 0,19                                   |                                        |
| Rick Perry                             | 1 665                                  | 0,19                                   |                                        |
| Buddy Roemer                           | 1 093                                  | 0,12                                   |                                        |
| Gary Johnson                           | 714                                    | 0,08                                   |                                        |
| Blanc                                  |                                        |                                        | -                                      |
| Total                                  | 879 763                                | 100,00                                 | 76                                     |

### Idaho(6 mars)
- Caucus fermé
- Délégués nationaux : 32, dont 3 super-délégués.
- L'attribution des délégués s'opère comme suit : dans un premier temps, les délégués sont attribués comté par comté au candidat le mieux placé. Si un candidat obtient via ce processus la moitié ou plus du nombre total de délégués, il remporte tous les délégués en jeu.
- Les trois super-délégués ont été attribués au candidat arrivé en tête d'un vote organisé dans la ville de Boise ; Ron Paul a remporté ce vote et a donc gagné les trois délégués.

| Caucus républicain de l'Idaho, 2012 | Caucus républicain de l'Idaho, 2012 | Caucus républicain de l'Idaho, 2012 | Caucus républicain de l'Idaho, 2012 |
| Candidat                            | Votes                               | %                                   | Délégués nationaux                  |
| ----------------------------------- | ----------------------------------- | ----------------------------------- | ----------------------------------- |
| Mitt Romney                         | 26 921                              | 63,87                               |                                     |
| Ron Paul                            | 7 526                               | 17,85                               |                                     |
| Rick Santorum                       | 6 775                               | 16,07                               |                                     |
| Newt Gingrich                       | 914                                 | 2,17                                |                                     |
| Buddy Roemer                        | 16                                  | 0,04                                |                                     |
| Blanc                               |                                     |                                     | -                                   |
| Total                               | 42 152                              | 100,00                              | 32                                  |

### Massachusetts
- Primaire : 6 mars
- Délégués nationaux : 41

| Primaire républicaine du Massachusetts, 2012 | Primaire républicaine du Massachusetts, 2012 | Primaire républicaine du Massachusetts, 2012 | Primaire républicaine du Massachusetts, 2012 |
| Candidat                                     | Votes                                        | %                                            | Délégués nationaux                           |
| -------------------------------------------- | -------------------------------------------- | -------------------------------------------- | -------------------------------------------- |
| Mitt Romney                                  | 260 508                                      | 72,09                                        |                                              |
| Rick Santorum                                | 43 612                                       | 12,07                                        |                                              |
| Ron Paul                                     | 34 576                                       | 9,57                                         |                                              |
| Newt Gingrich                                | 16 754                                       | 4,64                                         |                                              |
| Jon Huntsman                                 | 2 210                                        | 0,61                                         |                                              |
| Sans préférence                              | 1 823                                        | 0,50                                         |                                              |
| Rick Perry                                   | 1 008                                        | 0,28                                         |                                              |
| Michele Bachmann                             | 896                                          | 0,25                                         |                                              |
| Blanc                                        |                                              |                                              | -                                            |
| Total                                        | 361 387                                      | 100,00                                       | 41                                           |

### Dakota du Nord
- Caucus : 6 mars
- Délégués nationaux : 28

| Caucus républicain du Dakota du Nord, 2012 | Caucus républicain du Dakota du Nord, 2012 | Caucus républicain du Dakota du Nord, 2012 | Caucus républicain du Dakota du Nord, 2012 |
| Candidat                                   | Votes                                      | %                                          | Délégués nationaux                         |
| ------------------------------------------ | ------------------------------------------ | ------------------------------------------ | ------------------------------------------ |
| Rick Santorum                              | 4 508                                      | 39,74                                      |                                            |
| Ron Paul                                   | 3 187                                      | 28,09                                      |                                            |
| Mitt Romney                                | 2 690                                      | 23,71                                      |                                            |
| Newt Gingrich                              | 960                                        | 8,46                                       |                                            |
| Blanc                                      |                                            |                                            | -                                          |
| Total                                      | 11 345                                     | 100,00                                     | 28                                         |

### Ohio
- Primaire : 6 mars
- Délégués nationaux : 66

| Primaire républicaine de l'Ohio, 2012 | Primaire républicaine de l'Ohio, 2012 | Primaire républicaine de l'Ohio, 2012 | Primaire républicaine de l'Ohio, 2012 |
| Candidat                              | Votes                                 | %                                     | Délégués nationaux                    |
| ------------------------------------- | ------------------------------------- | ------------------------------------- | ------------------------------------- |
| Mitt Romney                           | 453 429                               | 37,99                                 |                                       |
| Rick Santorum                         | 441 499                               | 36,99                                 |                                       |
| Newt Gingrich                         | 174 454                               | 14,61                                 |                                       |
| Ron Paul                              | 110 517                               | 9,26                                  |                                       |
| Rick Perry                            | 7 407                                 | 0,62                                  |                                       |
| Jon Huntsman                          | 6 377                                 | 0,53                                  |                                       |
| Blanc                                 |                                       |                                       | -                                     |
| Total                                 | 1 193 683                             | 100,00                                | 66                                    |

### Oklahoma
- Primaire : 6 mars
- Délégués nationaux : 43

| Primaire républicaine de l'Oklahoma, 2012 | Primaire républicaine de l'Oklahoma, 2012 | Primaire républicaine de l'Oklahoma, 2012 | Primaire républicaine de l'Oklahoma, 2012 |
| Candidat                                  | Votes                                     | %                                         | Délégués nationaux                        |
| ----------------------------------------- | ----------------------------------------- | ----------------------------------------- | ----------------------------------------- |
| Rick Santorum                             | 96 757                                    | 33,80                                     |                                           |
| Mitt Romney                               | 80 290                                    | 28,04                                     |                                           |
| Newt Gingrich                             | 78 684                                    | 27,48                                     |                                           |
| Ron Paul                                  | 27 573                                    | 9,63                                      |                                           |
| Rick Perry                                | 1 291                                     | 0,45                                      |                                           |
| Michele Bachmann                          | 954                                       | 0,33                                      |                                           |
| Jon Huntsman                              | 752                                       | 0,26                                      |                                           |
| Blanc                                     |                                           |                                           | -                                         |
| Total                                     | 286 301                                   | 100,00                                    | 43                                        |

### Tennessee
- Primaire : 6 mars
- Délégués nationaux : 58

| Primaire républicaine du Tennessee, 2012 | Primaire républicaine du Tennessee, 2012 | Primaire républicaine du Tennessee, 2012 | Primaire républicaine du Tennessee, 2012 |
| Candidat                                 | Votes                                    | %                                        | Délégués nationaux                       |
| ---------------------------------------- | ---------------------------------------- | ---------------------------------------- | ---------------------------------------- |
| Rick Santorum                            | 204 976                                  | 37,26                                    |                                          |
| Mitt Romney                              | 153 888                                  | 27,97                                    |                                          |
| Newt Gingrich                            | 132 140                                  | 24,02                                    |                                          |
| Ron Paul                                 | 49 783                                   | 9,05                                     |                                          |
| Sans nom                                 | 2 878                                    | 0,52                                     |                                          |
| Rick Perry                               | 1 953                                    | 0,35                                     |                                          |
| Michele Bachmann                         | 1 877                                    | 0,34                                     |                                          |
| Jon Huntsman                             | 1 233                                    | 0,22                                     |                                          |
| Buddy Roemer                             | 876                                      | 0,16                                     |                                          |
| Gary Johnson                             | 570                                      | 0,10                                     |                                          |
| Blanc                                    |                                          |                                          | -                                        |
| Total                                    | 550 174                                  | 100,00                                   | 58                                       |

### Vermont
- Primaire : 6 mars
- Délégués nationaux : 17

| Primaire républicaine du Vermont, 2012 | Primaire républicaine du Vermont, 2012 | Primaire républicaine du Vermont, 2012 | Primaire républicaine du Vermont, 2012 |
| Candidat                               | Votes                                  | %                                      | Délégués nationaux                     |
| -------------------------------------- | -------------------------------------- | -------------------------------------- | -------------------------------------- |
| Mitt Romney                            | 22 532                                 | 39,80                                  |                                        |
| Ron Paul                               | 14 408                                 | 25,45                                  |                                        |
| Rick Santorum                          | 13 399                                 | 23,67                                  |                                        |
| Newt Gingrich                          | 4 606                                  | 8,14                                   |                                        |
| Jon Huntsman                           | 1 160                                  | 2,05                                   |                                        |
| Rick Perry                             | 509                                    | 0,90                                   |                                        |
| Blanc                                  |                                        |                                        | -                                      |
| Total                                  | 56 614                                 | 100,00                                 | 17                                     |

### Virginie
- Primaire : 6 mars
- Délégués nationaux : 49

| Primaire républicaine de Virginie, 2012 | Primaire républicaine de Virginie, 2012 | Primaire républicaine de Virginie, 2012 | Primaire républicaine de Virginie, 2012 |
| Candidat                                | Votes                                   | %                                       | Délégués nationaux                      |
| --------------------------------------- | --------------------------------------- | --------------------------------------- | --------------------------------------- |
| Mitt Romney                             | 158 049                                 | 59,52                                   |                                         |
| Ron Paul                                | 107 471                                 | 40,48                                   |                                         |
| Blanc                                   |                                         |                                         | -                                       |
| Total                                   | 265 520                                 | 100,00                                  | 49                                      |

### Kansas
- Caucus : 10 mars
- Délégués nationaux : 40, dont 3 super-délégués, 12 délégués de districts et 25 délégués attribués au niveau global
- 25 délégués sont répartis à la proportionnelle entre tous les candidats ayant obtenu au moins 20 % des suffrages exprimés sur l'ensemble de l’État. 12 délégués sont attribués au niveau des districts au candidat ayant rassemblé le plus de voix, à raison de 3 délégués par district. Les trois délégués restants sont attribués au candidat ayant obtenu le plus de voix à l'échelle de l’État.

| Caucus républicain du Kansas, 2012 | Caucus républicain du Kansas, 2012 | Caucus républicain du Kansas, 2012 | Caucus républicain du Kansas, 2012 |
| Candidat                           | Votes                              | %                                  | Délégués nationaux                 |
| ---------------------------------- | ---------------------------------- | ---------------------------------- | ---------------------------------- |
| Rick Santorum                      | 15 290                             | 51,21                              | 33                                 |
| Mitt Romney                        | 6 250                              | 20,93                              | 7                                  |
| Newt Gingrich                      | 4 298                              | 14,40                              |                                    |
| Ron Paul                           | 3 767                              | 12,62                              |                                    |
| Sans nom                           | 122                                | 0,41                               |                                    |
| Herman Cain                        | 39                                 | 0,13                               |                                    |
| Rick Perry                         | 37                                 | 0,12                               |                                    |
| Jon Huntsman                       | 36                                 | 0,12                               |                                    |
| Michele Bachmann                   | 16                                 | 0,05                               |                                    |
| Blanc                              |                                    |                                    | -                                  |
| Total                              | 29 855                             | 100,00                             | 40                                 |

### Îles Mariannes du Nord
- Caucus : 10 mars
- Délégués nationaux : 9

| Caucus républicain des Îles Mariannes du Nord, 2012 | Caucus républicain des Îles Mariannes du Nord, 2012 | Caucus républicain des Îles Mariannes du Nord, 2012 | Caucus républicain des Îles Mariannes du Nord, 2012 |
| Candidat                                            | Votes                                               | %                                                   | Délégués nationaux                                  |
| --------------------------------------------------- | --------------------------------------------------- | --------------------------------------------------- | --------------------------------------------------- |
| Mitt Romney                                         | 740                                                 | 87,26                                               | 9                                                   |
| Rick Santorum                                       | 53                                                  | 6,25                                                |                                                     |
| Ron Paul                                            | 28                                                  | 3,30                                                |                                                     |
| Newt Gingrich                                       | 27                                                  | 3,18                                                |                                                     |
| Blanc                                               |                                                     |                                                     | -                                                   |
| Total                                               | 848                                                 | 100,00                                              | 9                                                   |

### Îles Vierges
- Caucus : 10 mars
- Délégués nationaux : 9

| Caucus républicain des Îles Vierges, 2012 | Caucus républicain des Îles Vierges, 2012 | Caucus républicain des Îles Vierges, 2012 | Caucus républicain des Îles Vierges, 2012 |
| Candidat                                  | Votes                                     | %                                         | Délégués nationaux                        |
| ----------------------------------------- | ----------------------------------------- | ----------------------------------------- | ----------------------------------------- |
| Sans nom                                  | 130                                       | 33,85                                     | 1                                         |
| Ron Paul                                  | 112                                       | 29,17                                     | 1                                         |
| Mitt Romney                               | 101                                       | 26,30                                     | 7                                         |
| Rick Santorum                             | 23                                        | 5,99                                      |                                           |
| Newt Gingrich                             | 18                                        | 4,69                                      |                                           |
| Blanc                                     |                                           |                                           | -                                         |
| Total                                     | 384                                       | 100,00                                    | 9                                         |

Notes : les électeurs d'un district de l'île ont décidé d'élire un délégué ne soutenant aucun candidat.

### Guam
- Caucus : 10 mars
- Délégués nationaux : 9

| Caucus républicain de Guam, 2012 | Caucus républicain de Guam, 2012 | Caucus républicain de Guam, 2012 | Caucus républicain de Guam, 2012 |
| Candidat                         | Votes                            | %                                | Délégués nationaux               |
| -------------------------------- | -------------------------------- | -------------------------------- | -------------------------------- |
| Mitt Romney                      | 207                              | 100,00                           | 9                                |
| Blanc                            |                                  |                                  | -                                |
| Total                            | 207                              | 100,00                           | 9                                |

### Alabama
- Primaire : 13 mars
- Délégués nationaux : 50

| Primaire républicaine de l'Alabama, 2012 | Primaire républicaine de l'Alabama, 2012 | Primaire républicaine de l'Alabama, 2012 | Primaire républicaine de l'Alabama, 2012 |
| Candidat                                 | Votes                                    | %                                        | Délégués nationaux                       |
| ---------------------------------------- | ---------------------------------------- | ---------------------------------------- | ---------------------------------------- |
| Rick Santorum                            | 212 341                                  | 34,53                                    |                                          |
| Newt Gingrich                            | 179 917                                  | 29,26                                    |                                          |
| Mitt Romney                              | 178 600                                  | 29,04                                    |                                          |
| Ron Paul                                 | 30 495                                   | 4,96                                     |                                          |
| Sans nom                                 | 9 083                                    | 1,48                                     |                                          |
| Rick Perry                               | 1 811                                    | 0,29                                     |                                          |
| Michele Bachmann                         | 1 663                                    | 0,27                                     |                                          |
| Jon Huntsman                             | 1 035                                    | 0,17                                     |                                          |
| Blanc                                    |                                          |                                          | -                                        |
| Total                                    | 614 945                                  | 100,00                                   | 50                                       |

### Hawaï
- Caucus : 13 mars
- Délégués nationaux : 20

| Caucus républicain de Hawaï, 2012 | Caucus républicain de Hawaï, 2012 | Caucus républicain de Hawaï, 2012 | Caucus républicain de Hawaï, 2012 |
| Candidat                          | Votes                             | %                                 | Délégués nationaux                |
| --------------------------------- | --------------------------------- | --------------------------------- | --------------------------------- |
| Mitt Romney                       | 4 250                             | 45,38                             |                                   |
| Rick Santorum                     | 2 369                             | 25,30                             |                                   |
| Ron Paul                          | 1 712                             | 18,28                             |                                   |
| Newt Gingrich                     | 1 034                             | 11,04                             |                                   |
| Blanc                             |                                   |                                   | -                                 |
| Total                             | 9 365                             | 100,00                            | 20                                |

### Mississippi
- Primaire : 13 mars
- Délégués nationaux : 40

| Primaire républicaine du Mississippi, 2012 | Primaire républicaine du Mississippi, 2012 | Primaire républicaine du Mississippi, 2012 | Primaire républicaine du Mississippi, 2012 |
| Candidat                                   | Votes                                      | %                                          | Délégués nationaux                         |
| ------------------------------------------ | ------------------------------------------ | ------------------------------------------ | ------------------------------------------ |
| Rick Santorum                              | 93 180                                     | 32,89                                      |                                            |
| Newt Gingrich                              | 88 674                                     | 31,30                                      |                                            |
| Mitt Romney                                | 85 921                                     | 30,33                                      |                                            |
| Ron Paul                                   | 12 499                                     | 4,41                                       |                                            |
| Rick Perry                                 | 1 325                                      | 0,47                                       |                                            |
| Michele Bachmann                           | 943                                        | 0,33                                       |                                            |
| Jon Huntsman                               | 400                                        | 0,14                                       |                                            |
| Gary Johnson                               | 377                                        | 0,13                                       |                                            |
| Blanc                                      |                                            |                                            | -                                          |
| Total                                      | 283 319                                    | 100,00                                     | 40                                         |

### Samoa américaines
- Caucus : 13 mars
- Délégués nationaux : 9

| Caucus républicain des Samoa américaines, 2012 | Caucus républicain des Samoa américaines, 2012 | Caucus républicain des Samoa américaines, 2012 | Caucus républicain des Samoa américaines, 2012 |
| Candidat                                       | Votes                                          | %                                              | Délégués nationaux                             |
| ---------------------------------------------- | ---------------------------------------------- | ---------------------------------------------- | ---------------------------------------------- |
| Mitt Romney                                    |                                                | 100,00                                         | 9                                              |
| Blanc                                          |                                                |                                                | -                                              |
| Total                                          |                                                | 100,00                                         | 9                                              |

### Porto Rico
- Primaire : 18 mars
- Délégués nationaux : 23

| Primaire républicaine de Porto Rico, 2012 | Primaire républicaine de Porto Rico, 2012 | Primaire républicaine de Porto Rico, 2012 | Primaire républicaine de Porto Rico, 2012 |
| Candidat                                  | Votes                                     | %                                         | Délégués nationaux                        |
| ----------------------------------------- | ----------------------------------------- | ----------------------------------------- | ----------------------------------------- |
| Mitt Romney                               | 98 375                                    | 82,88                                     |                                           |
| Rick Santorum                             | 9 524                                     | 8,02                                      |                                           |
| Buddy Roemer                              | 2 622                                     | 2,21                                      |                                           |
| Newt Gingrich                             | 2 431                                     | 2,05                                      |                                           |
| Fred Karger                               | 1 702                                     | 1,43                                      |                                           |
| Ron Paul                                  | 1 452                                     | 1,22                                      |                                           |
| Autres                                    | 2 590                                     | 2,18                                      |                                           |
| Total                                     | 118 696                                   | 100,00                                    | 23                                        |

### Illinois
- Primaire : 20 mars
- Délégués nationaux : 57

| Primaire républicaine de l'Illinois, 2012 | Primaire républicaine de l'Illinois, 2012 | Primaire républicaine de l'Illinois, 2012 | Primaire républicaine de l'Illinois, 2012 |
| Candidat                                  | Votes                                     | %                                         | Délégués nationaux                        |
| ----------------------------------------- | ----------------------------------------- | ----------------------------------------- | ----------------------------------------- |
| Mitt Romney                               | 428 429                                   | 46,72                                     |                                           |
| Rick Santorum                             | 321 073                                   | 35,01                                     |                                           |
| Ron Paul                                  | 85 461                                    | 9,32                                      |                                           |
| Newt Gingrich                             | 72 948                                    | 7,95                                      |                                           |
| Rick Perry                                | 5 472                                     | 0,60                                      |                                           |
| Buddy Roemer                              | 3 647                                     | 0,40                                      |                                           |
| Blanc                                     |                                           |                                           | -                                         |
| Total                                     | 917 030                                   | 100,00                                    | 57                                        |

### Missouri
- Caucus : 15-24 mars
- Délégués nationaux : 52

| Caucus républicain du Missouri, 2012 | Caucus républicain du Missouri, 2012 | Caucus républicain du Missouri, 2012 | Caucus républicain du Missouri, 2012 |
| Candidat                             | Votes                                | %                                    | Délégués nationaux                   |
| ------------------------------------ | ------------------------------------ | ------------------------------------ | ------------------------------------ |
| Rick Santorum                        | 138 957                              | 55,17                                |                                      |
| Mitt Romney                          | 63 826                               | 25,34                                |                                      |
| Ron Paul                             | 30 641                               | 12,17                                |                                      |
| Sans nom                             | 9 859                                | 3,91                                 |                                      |
| Rick Perry                           | 2 463                                | 0,98                                 |                                      |
| Herman Cain                          | 2 314                                | 0,92                                 |                                      |
| Michele Bachmann                     | 1 690                                | 0,67                                 |                                      |
| Jon Huntsman                         | 1 045                                | 0,41                                 |                                      |
| Gary Johnson                         | 547                                  | 0,22                                 |                                      |
| Autres                               | 526                                  | 0,20                                 |                                      |
| Blanc                                |                                      |                                      | -                                    |
| Total                                | 251 868                              | 100,00                               | 52                                   |

### Louisiane
- Caucus : 24 mars
- Délégués nationaux : 46

| Primaire républicaine de Louisane, 2012 | Primaire républicaine de Louisane, 2012 | Primaire républicaine de Louisane, 2012 | Primaire républicaine de Louisane, 2012 |
| Candidat                                | Votes                                   | %                                       | Délégués nationaux                      |
| --------------------------------------- | --------------------------------------- | --------------------------------------- | --------------------------------------- |
| Rick Santorum                           | 91 305                                  | 48,99                                   |                                         |
| Mitt Romney                             | 49 749                                  | 26,69                                   |                                         |
| Newt Gingrich                           | 29 655                                  | 15,91                                   |                                         |
| Ron Paul                                | 11 460                                  | 6,15                                    |                                         |
| Buddy Roemer                            | 2 203                                   | 1,18                                    |                                         |
| Rick Perry                              | 955                                     | 0,51                                    |                                         |
| Michele Bachmann                        | 622                                     | 0,33                                    |                                         |
| Jon Huntsman                            | 242                                     | 0,13                                    |                                         |
| Randy Crow                              | 186                                     | 0,10                                    |                                         |
| Blanc                                   |                                         |                                         | -                                       |
| Total                                   | 186 377                                 | 100,00                                  | 46                                      |

### Maryland
- Primaire : 3 avril
- Délégués nationaux : 37

| Primaire républicaine du Maryland, 2012 | Primaire républicaine du Maryland, 2012 | Primaire républicaine du Maryland, 2012 | Primaire républicaine du Maryland, 2012 |
| Candidat                                | Votes                                   | %                                       | Délégués nationaux                      |
| --------------------------------------- | --------------------------------------- | --------------------------------------- | --------------------------------------- |
| Mitt Romney                             | 117 526                                 | 49,18                                   | 37                                      |
| Rick Santorum                           | 69 018                                  | 28,88                                   |                                         |
| Newt Gingrich                           | 26 086                                  | 10,92                                   |                                         |
| Ron Paul                                | 22 699                                  | 9,50                                    |                                         |
| Jon Huntsman                            | 1 409                                   | 0,59                                    |                                         |
| Rick Perry                              | 1 042                                   | 0,44                                    |                                         |
| Buddy Roemer                            | 857                                     | 0,36                                    |                                         |
| Fred Karger                             | 349                                     | 0,15                                    |                                         |
| Blanc                                   |                                         |                                         | -                                       |
| Total                                   | 238 986                                 | 100,00                                  | 37                                      |

### Washington (district de Columbia)
- Primaire : 3 avril
- Délégués nationaux : 19

| Primaire républicaine de Washington (District de Columbia), 2012 | Primaire républicaine de Washington (District de Columbia), 2012 | Primaire républicaine de Washington (District de Columbia), 2012 | Primaire républicaine de Washington (District de Columbia), 2012 |
| Candidat                                                         | Votes                                                            | %                                                                | Délégués nationaux                                               |
| ---------------------------------------------------------------- | ---------------------------------------------------------------- | ---------------------------------------------------------------- | ---------------------------------------------------------------- |
| Mitt Romney                                                      | 3 122                                                            | 70,22                                                            |                                                                  |
| Ron Paul                                                         | 535                                                              | 12,03                                                            |                                                                  |
| Newt Gingrich                                                    | 477                                                              | 10,73                                                            |                                                                  |
| Jon Huntsman                                                     | 312                                                              | 7,02                                                             |                                                                  |
| Blanc                                                            |                                                                  |                                                                  | -                                                                |
| Total                                                            | 4 446                                                            | 100,00                                                           | 19                                                               |

### Wisconsin
- Primaire : 3 avril
- Délégués nationaux : 42

| Primaire républicaine du Wisconsin, 2012 | Primaire républicaine du Wisconsin, 2012 | Primaire républicaine du Wisconsin, 2012 | Primaire républicaine du Wisconsin, 2012 |
| Candidat                                 | Votes                                    | %                                        | Délégués nationaux                       |
| ---------------------------------------- | ---------------------------------------- | ---------------------------------------- | ---------------------------------------- |
| Mitt Romney                              | 346 278                                  | 44,10                                    |                                          |
| Rick Santorum                            | 289 646                                  | 36,89                                    |                                          |
| Ron Paul                                 | 87 897                                   | 11,19                                    |                                          |
| Newt Gingrich                            | 45 942                                   | 5,85                                     |                                          |
| Michele Bachmann                         | 6 057                                    | 0,77                                     |                                          |
| Jon Huntsman                             | 5 136                                    | 0,65                                     |                                          |
| Uninstructed                             | 4 211                                    | 0,54                                     |                                          |
| Blanc                                    |                                          |                                          | -                                        |
| Total                                    | 785 167                                  | 100,00                                   | 42                                       |

### Connecticut
- Primaire : 24 avril
- Délégués nationaux : 28

| Primaire républicaine du Connecticut, 2012 | Primaire républicaine du Connecticut, 2012 | Primaire républicaine du Connecticut, 2012 | Primaire républicaine du Connecticut, 2012 |
| Candidat                                   | Votes                                      | %                                          | Délégués nationaux                         |
| ------------------------------------------ | ------------------------------------------ | ------------------------------------------ | ------------------------------------------ |
| Mitt Romney                                | 40 267                                     | 67,49                                      |                                            |
| Ron Paul                                   | 8 018                                      | 13,44                                      |                                            |
| Newt Gingrich                              | 6 132                                      | 10,28                                      |                                            |
| Rick Santorum                              | 4 079                                      | 6,84                                       |                                            |
| Sans nom                                   | 1 167                                      | 1,96                                       |                                            |
| Blanc                                      |                                            |                                            | -                                          |
| Total                                      | 59 663                                     | 100,00                                     | 28                                         |

### Delaware
- Primaire : 24 avril
- Délégués nationaux : 17

| Primaire républicaine du Delaware, 2012 | Primaire républicaine du Delaware, 2012 | Primaire républicaine du Delaware, 2012 | Primaire républicaine du Delaware, 2012 |
| Candidat                                | Votes                                   | %                                       | Délégués nationaux                      |
| --------------------------------------- | --------------------------------------- | --------------------------------------- | --------------------------------------- |
| Mitt Romney                             | 16 145                                  | 56,46                                   |                                         |
| Newt Gingrich                           | 7 738                                   | 27,06                                   |                                         |
| Ron Paul                                | 3 021                                   | 10,56                                   |                                         |
| Rick Santorum                           | 1 691                                   | 5,91                                    |                                         |
| Blanc                                   |                                         |                                         | -                                       |
| Total                                   | 28 595                                  | 100,00                                  | 17                                      |

### New-York
- Primaire : 24 avril
- Délégués nationaux : 95

| Primaire républicaine de New-York, 2012 | Primaire républicaine de New-York, 2012 | Primaire républicaine de New-York, 2012 | Primaire républicaine de New-York, 2012 |
| Candidat                                | Votes                                   | %                                       | Délégués nationaux                      |
| --------------------------------------- | --------------------------------------- | --------------------------------------- | --------------------------------------- |
| Mitt Romney                             | 103 144                                 | 63,28                                   |                                         |
| Ron Paul                                | 24 951                                  | 15,31                                   |                                         |
| Newt Gingrich                           | 20 717                                  | 12,71                                   |                                         |
| Rick Santorum                           | 14 182                                  | 8,70                                    |                                         |
| Blanc                                   |                                         |                                         | -                                       |
| Total                                   | 162 994                                 | 100,00                                  | 95                                      |

### Pennsylvanie
- Primaire : 24 avril
- Délégués nationaux : 72

| Primaire républicaine de Pennsylvanie, 2012 | Primaire républicaine de Pennsylvanie, 2012 | Primaire républicaine de Pennsylvanie, 2012 | Primaire républicaine de Pennsylvanie, 2012 |
| Candidat                                    | Votes                                       | %                                           | Délégués nationaux                          |
| ------------------------------------------- | ------------------------------------------- | ------------------------------------------- | ------------------------------------------- |
| Mitt Romney                                 | 462 645                                     | 57,98                                       |                                             |
| Rick Santorum                               | 146 579                                     | 18,37                                       |                                             |
| Ron Paul                                    | 105 062                                     | 13,17                                       |                                             |
| Newt Gingrich                               | 83 626                                      | 10,48                                       |                                             |
| Blanc                                       |                                             |                                             | -                                           |
| Total                                       | 797 912                                     | 100,00                                      | 72                                          |

### Rhode Island
- Primaire : 24 avril
- Délégués nationaux : 19

| Primaire républicaine de Rhode Island, 2012 | Primaire républicaine de Rhode Island, 2012 | Primaire républicaine de Rhode Island, 2012 | Primaire républicaine de Rhode Island, 2012 |
| Candidat                                    | Votes                                       | %                                           | Délégués nationaux                          |
| ------------------------------------------- | ------------------------------------------- | ------------------------------------------- | ------------------------------------------- |
| Mitt Romney                                 | 9 158                                       | 63,03                                       |                                             |
| Ron Paul                                    | 3 466                                       | 23,85                                       |                                             |
| Newt Gingrich                               | 875                                         | 6,02                                        |                                             |
| Rick Santorum                               | 824                                         | 5,67                                        |                                             |
| Sans nom                                    | 130                                         | 0,89                                        |                                             |
| Buddy Roemer                                | 40                                          | 0,28                                        |                                             |
| Autres                                      | 37                                          | 0,25                                        |                                             |
| Blanc                                       |                                             |                                             | -                                           |
| Total                                       | 14 530                                      | 100,00                                      | 19                                          |

### Indiana
- Primaire : 8 mai
- Délégués nationaux : 46

| Primaire républicaine de l'Indiana, 2012 | Primaire républicaine de l'Indiana, 2012 | Primaire républicaine de l'Indiana, 2012 | Primaire républicaine de l'Indiana, 2012 |
| Candidat                                 | Votes                                    | %                                        | Délégués nationaux                       |
| ---------------------------------------- | ---------------------------------------- | ---------------------------------------- | ---------------------------------------- |
| Mitt Romney                              | 402 914                                  | 64,59                                    |                                          |
| Ron Paul                                 | 96 697                                   | 15,50                                    |                                          |
| Rick Santorum                            | 83 799                                   | 13,43                                    |                                          |
| Newt Gingrich                            | 40 361                                   | 6,47                                     |                                          |
| Blanc                                    |                                          |                                          | -                                        |
| Total                                    | 623 771                                  | 100,00                                   | 46                                       |

### Caroline du Nord
- Primaire : 8 mai
- Délégués nationaux : 55

| Primaire républicaine de Caroline du Nord, 2012 | Primaire républicaine de Caroline du Nord, 2012 | Primaire républicaine de Caroline du Nord, 2012 | Primaire républicaine de Caroline du Nord, 2012 |
| Candidat                                        | Votes                                           | %                                               | Délégués nationaux                              |
| ----------------------------------------------- | ----------------------------------------------- | ----------------------------------------------- | ----------------------------------------------- |
| Mitt Romney                                     | 634 904                                         | 65,66                                           |                                                 |
| Ron Paul                                        | 107 113                                         | 11,08                                           |                                                 |
| Rick Santorum                                   | 100 691                                         | 10,41                                           |                                                 |
| Newt Gingrich                                   | 73 864                                          | 7,64                                            |                                                 |
| Sans préférence                                 | 50 331                                          | 5,21                                            |                                                 |
| Blanc                                           |                                                 |                                                 | -                                               |
| Total                                           | 966 903                                         | 100,00                                          | 55                                              |

### Virginie-Occidentale
- Primaire : 8 mai
- Délégués nationaux : 31

| Primaire républicaine de Virginie Occidentale, 2012 | Primaire républicaine de Virginie Occidentale, 2012 | Primaire républicaine de Virginie Occidentale, 2012 | Primaire républicaine de Virginie Occidentale, 2012 |
| Candidat                                            | Votes                                               | %                                                   | Délégués nationaux                                  |
| --------------------------------------------------- | --------------------------------------------------- | --------------------------------------------------- | --------------------------------------------------- |
| Mitt Romney                                         | 77 479                                              | 69,63                                               |                                                     |
| Rick Santorum                                       | 13 409                                              | 12,05                                               |                                                     |
| Ron Paul                                            | 12 267                                              | 11,02                                               |                                                     |
| Newt Gingrich                                       | 6 983                                               | 6,28                                                |                                                     |
| Buddy Roemer                                        | 1 131                                               | 1,02                                                |                                                     |
| Blanc                                               |                                                     |                                                     | -                                                   |
| Total                                               | 111 269                                             | 100,00                                              | 31                                                  |

### Oregon
- Primaire : 15 mai
- Délégués nationaux : 28

| Primaire républicaine de l'Oregon, 2012 | Primaire républicaine de l'Oregon, 2012 | Primaire républicaine de l'Oregon, 2012 | Primaire républicaine de l'Oregon, 2012 |
| Candidat                                | Votes                                   | %                                       | Délégués nationaux                      |
| --------------------------------------- | --------------------------------------- | --------------------------------------- | --------------------------------------- |
| Mitt Romney                             | 194 124                                 | 71,22                                   |                                         |
| Ron Paul                                | 34 227                                  | 12,56                                   |                                         |
| Rick Santorum                           | 25 602                                  | 9,39                                    |                                         |
| Newt Gingrich                           | 14 691                                  | 5,39                                    |                                         |
| Autres                                  | 3 930                                   | 1,44                                    |                                         |
| Blanc                                   |                                         |                                         | -                                       |
| Total                                   | 272 574                                 | 100,00                                  | 28                                      |

### Nebraska
- Primaire : 15 mai
- Délégués nationaux : 35

| Primaire républicaine du Nebraska, 2012 | Primaire républicaine du Nebraska, 2012 | Primaire républicaine du Nebraska, 2012 | Primaire républicaine du Nebraska, 2012 |
| Candidat                                | Votes                                   | %                                       | Délégués nationaux                      |
| --------------------------------------- | --------------------------------------- | --------------------------------------- | --------------------------------------- |
| Mitt Romney                             | 129 545                                 | 70,87                                   |                                         |
| Rick Santorum                           | 25 534                                  | 13,97                                   |                                         |
| Ron Paul                                | 18 194                                  | 9,95                                    |                                         |
| Newt Gingrich                           | 9 519                                   | 5,21                                    |                                         |
| Blanc                                   |                                         |                                         | -                                       |
| Total                                   | 182 792                                 | 100,00                                  | 35                                      |

### Arkansas
- Primaire : 22 mai
- Délégués nationaux : 36

| Primaire républicaine de l'Arkansas, 2012 | Primaire républicaine de l'Arkansas, 2012 | Primaire républicaine de l'Arkansas, 2012 | Primaire républicaine de l'Arkansas, 2012 |
| Candidat                                  | Votes                                     | %                                         | Délégués nationaux                        |
| ----------------------------------------- | ----------------------------------------- | ----------------------------------------- | ----------------------------------------- |
| Mitt Romney                               | 103 166                                   | 68,31                                     |                                           |
| Ron Paul                                  | 20 271                                    | 13,42                                     |                                           |
| Rick Santorum                             | 20 138                                    | 13,33                                     |                                           |
| Newt Gingrich                             | 7 445                                     | 4,93                                      |                                           |
| Blanc                                     |                                           |                                           | -                                         |
| Total                                     | 151 020                                   | 100,00                                    | 36                                        |

### Kentucky
- Primaire : 22 mai
- Délégués nationaux : 45

| Primaire républicaine du Kentucky, 2012 | Primaire républicaine du Kentucky, 2012 | Primaire républicaine du Kentucky, 2012 | Primaire républicaine du Kentucky, 2012 |
| Candidat                                | Votes                                   | %                                       | Délégués nationaux                      |
| --------------------------------------- | --------------------------------------- | --------------------------------------- | --------------------------------------- |
| Mitt Romney                             | 117 601                                 | 66,79                                   |                                         |
| Ron Paul                                | 22 048                                  | 12,52                                   |                                         |
| Rick Santorum                           | 15 655                                  | 8,89                                    |                                         |
| Newt Gingrich                           | 10 442                                  | 5,93                                    |                                         |
| Sans nom                                | 10 339                                  | 5,87                                    | -                                       |
| Blanc                                   |                                         |                                         | -                                       |
| Total                                   | 176 085                                 | 100,00                                  | 45                                      |

### Texas
- Primaire : 29 mai
- Délégués nationaux : 155

| Primaire républicaine du Texas, 2012 | Primaire républicaine du Texas, 2012 | Primaire républicaine du Texas, 2012 | Primaire républicaine du Texas, 2012 |
| Candidat                             | Votes                                | %                                    | Délégués nationaux                   |
| ------------------------------------ | ------------------------------------ | ------------------------------------ | ------------------------------------ |
| Mitt Romney                          | 992 288                              | 68,98                                |                                      |
| Ron Paul                             | 171 830                              | 11,94                                |                                      |
| Rick Santorum                        | 114 560                              | 7,96                                 |                                      |
| Newt Gingrich                        | 67 643                               | 4,70                                 |                                      |
| Sans nom                             | 61 071                               | 4,25                                 |                                      |
| Michele Bachmann                     | 12 299                               | 0,85                                 |                                      |
| Jon Huntsman                         | 9 501                                | 0,66                                 |                                      |
| Buddy Roemer                         | 4 689                                | 0,33                                 |                                      |
| John Davis                           | 4 672                                | 0,32                                 |                                      |
| Blanc                                |                                      |                                      | -                                    |
| Total                                | 1 438 553                            | 100,00                               | 155                                  |

### Californie
- Primaire : 5 juin
- Délégués nationaux : 172

| Primaire républicaine de Californie, 2012 | Primaire républicaine de Californie, 2012 | Primaire républicaine de Californie, 2012 | Primaire républicaine de Californie, 2012 |
| Candidat                                  | Votes                                     | %                                         | Délégués nationaux                        |
| ----------------------------------------- | ----------------------------------------- | ----------------------------------------- | ----------------------------------------- |
| Mitt Romney                               | 1 198 474                                 | 79,44                                     |                                           |
| Ron Paul                                  | 154 785                                   | 10,26                                     |                                           |
| Rick Santorum                             | 81 472                                    | 5,40                                      |                                           |
| Newt Gingrich                             | 57 023                                    | 3,78                                      |                                           |
| Buddy Roemer                              | 10 125                                    | 0,67                                      |                                           |
| Fred Karger                               | 6 782                                     | 0,45                                      |                                           |
| Blanc                                     |                                           |                                           | -                                         |
| Total                                     | 1 508 661                                 | 100,00                                    | 172                                       |

### Montana
- Primaire : 5 juin
- Délégués nationaux : 26

| Primaire républicaine du Montana, 2012 | Primaire républicaine du Montana, 2012 | Primaire républicaine du Montana, 2012 | Primaire républicaine du Montana, 2012 |
| Candidat                               | Votes                                  | %                                      | Délégués nationaux                     |
| -------------------------------------- | -------------------------------------- | -------------------------------------- | -------------------------------------- |
| Mitt Romney                            | 95 692                                 | 68,40                                  |                                        |
| Ron Paul                               | 20 123                                 | 14,38                                  |                                        |
| Rick Santorum                          | 12 483                                 | 8,92                                   |                                        |
| Newt Gingrich                          | 6 077                                  | 4,34                                   |                                        |
| Sans préférence                        | 5 531                                  | 3,95                                   |                                        |
| Blanc                                  |                                        |                                        | -                                      |
| Total                                  | 139 906                                | 100,00                                 | 26                                     |

### New Jersey
- Primaire : 5 juin
- Délégués nationaux : 50

| Primaire républicaine du New Jersey, 2012 | Primaire républicaine du New Jersey, 2012 | Primaire républicaine du New Jersey, 2012 | Primaire républicaine du New Jersey, 2012 |
| Candidat                                  | Votes                                     | %                                         | Délégués nationaux                        |
| ----------------------------------------- | ----------------------------------------- | ----------------------------------------- | ----------------------------------------- |
| Mitt Romney                               | 184 734                                   | 81,26                                     |                                           |
| Ron Paul                                  | 23 616                                    | 10,39                                     |                                           |
| Rick Santorum                             | 11 893                                    | 5,23                                      |                                           |
| Newt Gingrich                             | 7 091                                     | 4,12                                      |                                           |
| Blanc                                     |                                           |                                           | -                                         |
| Total                                     | 227 334                                   | 100,00                                    | 50                                        |

### Nouveau-Mexique
- Primaire : 5 juin
- Délégués nationaux : 23

| Primaire républicaine du Nouveau Mexique, 2012 | Primaire républicaine du Nouveau Mexique, 2012 | Primaire républicaine du Nouveau Mexique, 2012 | Primaire républicaine du Nouveau Mexique, 2012 |
| Candidat                                       | Votes                                          | %                                              | Délégués nationaux                             |
| ---------------------------------------------- | ---------------------------------------------- | ---------------------------------------------- | ---------------------------------------------- |
| Mitt Romney                                    | 65 475                                         | 73,19                                          |                                                |
| Rick Santorum                                  | 9 446                                          | 10,56                                          |                                                |
| Ron Paul                                       | 9 284                                          | 10,38                                          |                                                |
| Newt Gingrich                                  | 5 255                                          | 5,87                                           |                                                |
| Blanc                                          |                                                |                                                | -                                              |
| Total                                          | 89 460                                         | 100,00                                         | 23                                             |

### Dakota du Sud
- Primaire : 5 juin
- Délégués nationaux : 28

| Primaire républicaine du Dakota du Sud, 2012 | Primaire républicaine du Dakota du Sud, 2012 | Primaire républicaine du Dakota du Sud, 2012 | Primaire républicaine du Dakota du Sud, 2012 |
| Candidat                                     | Votes                                        | %                                            | Délégués nationaux                           |
| -------------------------------------------- | -------------------------------------------- | -------------------------------------------- | -------------------------------------------- |
| Mitt Romney                                  | 34 035                                       | 66,05                                        |                                              |
| Ron Paul                                     | 6 708                                        | 13,02                                        |                                              |
| Rick Santorum                                | 5 917                                        | 11,48                                        |                                              |
| Sans nom                                     | 2 796                                        | 5,43                                         |                                              |
| Newt Gingrich                                | 2 071                                        | 4,02                                         |                                              |
| Blanc                                        |                                              |                                              | -                                            |
| Total                                        | 51 527                                       | 100,00                                       | 28                                           |

### Utah
- Primaire : 26 juin
- Délégués nationaux : 40

| Primaire républicaine de l'Utah, 2012 | Primaire républicaine de l'Utah, 2012 | Primaire républicaine de l'Utah, 2012 | Primaire républicaine de l'Utah, 2012 |
| Candidat                              | Votes                                 | %                                     | Délégués nationaux                    |
| ------------------------------------- | ------------------------------------- | ------------------------------------- | ------------------------------------- |
| Mitt Romney                           | 205 611                               | 93,05                                 |                                       |
| Ron Paul                              | 10 388                                | 4,70                                  |                                       |
| Rick Santorum                         | 3 349                                 | 1,52                                  |                                       |
| Newt Gingrich                         | 1 071                                 | 0,48                                  |                                       |
| Fred Karger                           | 546                                   | 0,25                                  |                                       |
| Blanc                                 |                                       |                                       | -                                     |
| Total                                 | 220 965                               | 100,00                                | 40                                    |